# Horst Grund
Horst Grund (29 de julio de 1915 - 8 de mayo de 2001) fue un fotógrafo y cineasta alemán del siglo XX.

## Biografía

### Formación
Horst Grund era hijo de Gustav Paul Otto Grund, administrador en una oficina de registro, y su esposa Marie Elisabeth Grund. Asistió a la escuela entre 1921 y 1930, año en el que se incorporó a un curso de formación militar en la academia Treitschkeschule de Berlín, donde además recibió capacitación técnica como mecánico. Después de acabar su formación en 1934, Grund se incorporó a la empresa Tobis, trabajando como asistente de cámara en algunos largometrajes. En abril de 1936 fue llamado al Servicio de Trabajo del Reich y en agosto de 1936 fue asistente durante la celebración de los Juegos Olímpicos de verano celebrados en Berlín.

### Servicio militar y guerra
En 1937 Horst se alistó en el servicio militar de la Wehrmacht y participó en la campaña de Polonia de 1939. En 1941 rodó una película de propaganda para el régimen nazi sobre la Kriegsmarine. En los primeros años de guerra cubrió como fotógrafo y reportero la campaña de los Balcanes, la invasión de la Unión Soviética (hasta 1942) y la Campaña de África entre 1942 y 1943. A su regreso de África, en Italia, fue gravemente herido y tuvo que ser trasladado a Alemania.
Tras recuperarse, regresó a Italia en agosto de 1943 trabajando como fotógrafo de guerra y obteniendo numerosas imágenes en color (algo inusual para la época) gracias a su cámara de doble paralelo, que además le permitía sacar simultáneamente planos e imágenes. En enero de 1944 fue herido de nuevo y tuvo que ser tratado en Berlín. Durante un corto periodo de tiempo sirvió con una batería antiaérea en Wilhelmshaven. Al final de la guerra trabajó retratando en fotografías en color los misiles V-1 y algunas pequeñas unidades de la Armada.

### 1945 - 2001
Al término de la guerra en 1945, al contrario que miles de oficiales, jerarcas y millones de soldados, Grund no fue hecho prisionero y un mes después ya trabajaba en el cine Marte de Berlín-Spandau filmando películas sobre Berlín hasta 1948. En 1949 rodó un documental en Nürburgring y en 1950 aceptó un trabajo como periodista en un noticiario alemán. A partir de este momento y hasta 1977 se dedicó a cubrir alrededor del mundo diversos eventos políticos, deportivos, desastres naturales, etc.
Horst Grund nunca se casó y nunca tuvo hijos. Murió el 8 de mayo de 2001.

## Galería de imágenes
A continuación se muestran algunas fotografías de Grund:

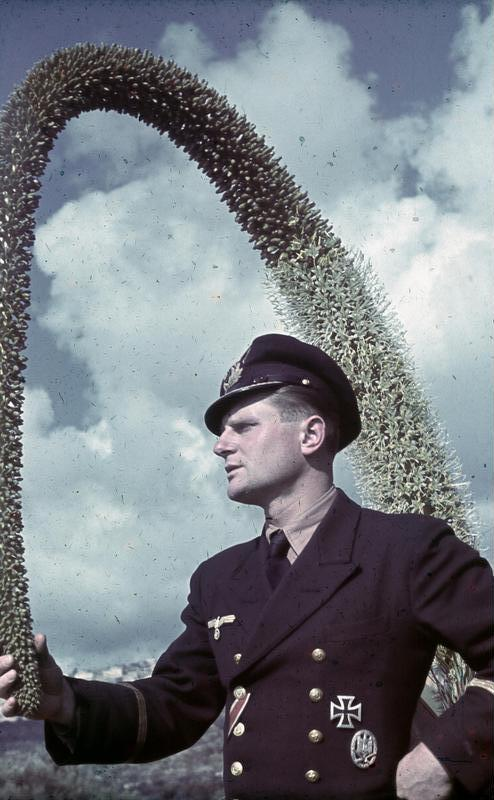
Autorretrato de Horst Grund en 1943
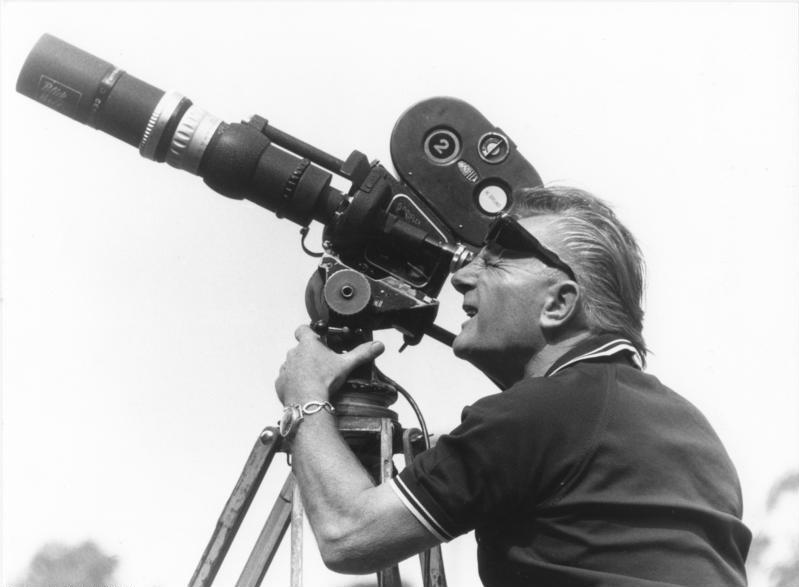
Grund en Alemania en 1977
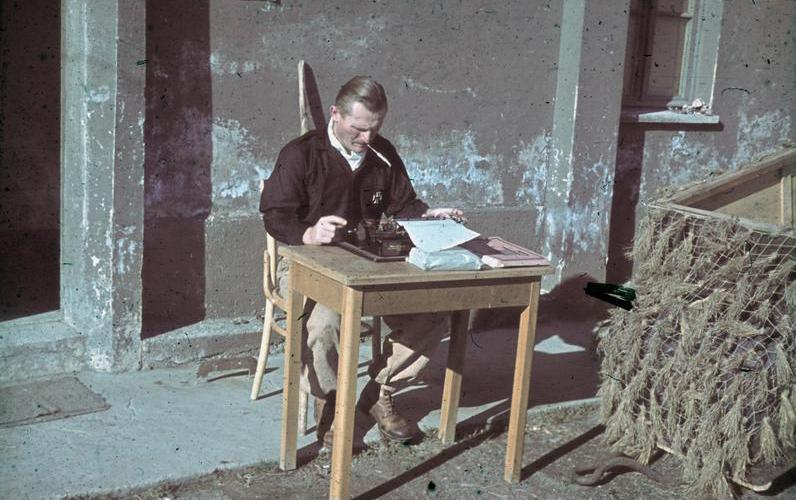
Grund en noviembre de 1942 en Italia, durante la Segunda Guerra Mundial
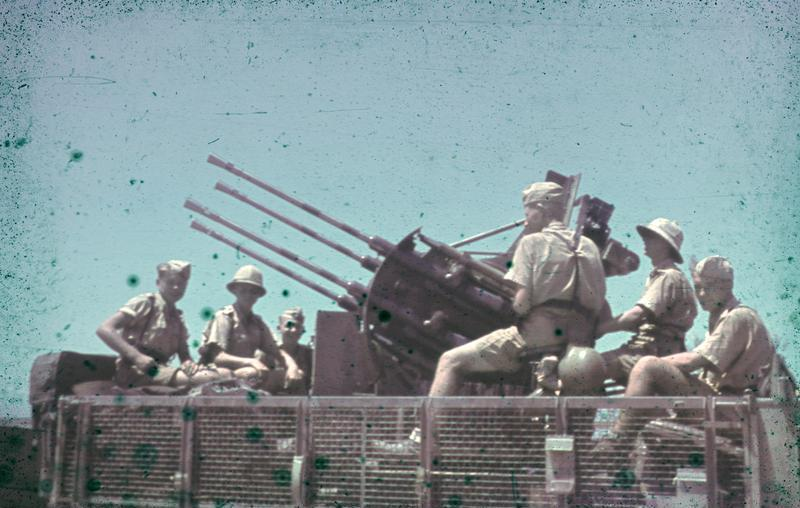
Batería antiaérea italiana en Sicilia, 1943
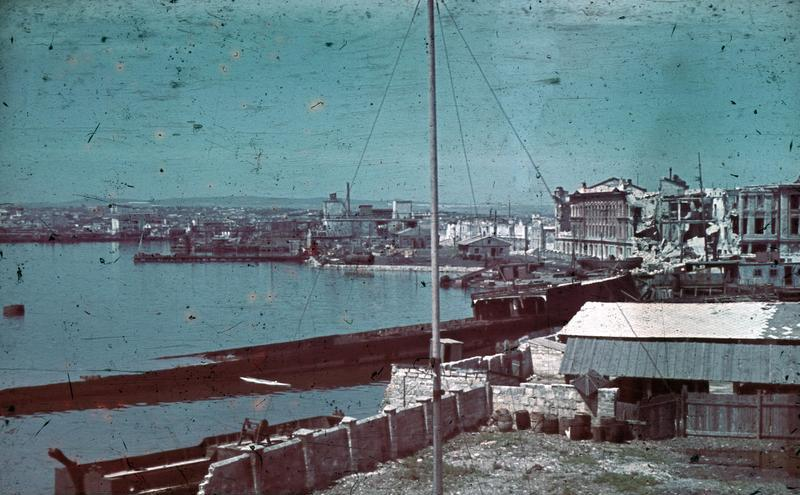
Sebastopol, Unión Soviética en julio de 1942
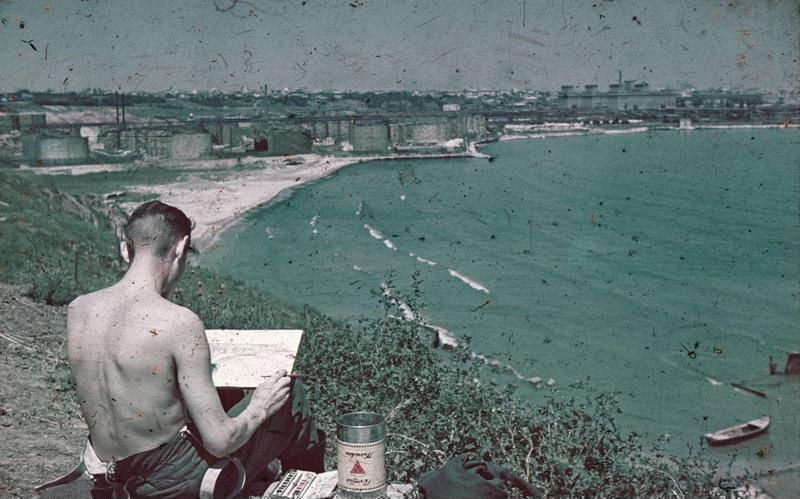
Un soldado pintado en las costas de Rumanía en 1941